# 吉岡康典
吉岡 康典（よしおか やすのり、1975年5月19日 - ）は、日本の陸上競技選手。専門は110メートルハードル。ボブスレー競技への参加経験も持つ。

## 来歴
京都府京丹後市出身。11歳の時に、陸上競技を始める。高校の顧問の勧めで110メートルハードルに取り組み、3年次に全国高等学校総合体育大会陸上競技大会で優勝。2011年には日本陸上競技選手権大会において、短距離界では連続最多出場回数となる17回を達成。その脚力を生かし、ボブスレー選手として2004年の全日本選手権2人乗りで優勝。日本代表として、ボブスレー・ワールドカップ(1シーズン6戦)に参加した。
2013年から参戦したマスターズ陸上では、世界マスターズ陸上競技選手権大会で3連覇（2013年、2015年、2016年）。またM40-44クラスにおいてアジア記録・日本記録保持者。現在は、大学、専門学校で講師を務める。

## 主な成績
| 種目         | 大会名                                                           | 出場年                                   | 最高順位                  | 備考                             |
| 110mハードル | 世界マスターズ陸上競技選手権大会世界マスターズ陸上競技選手権大会 | 2013                                     | 1位                       | 日本代表(M35-39)                 |
| 110mハードル | 世界マスターズ陸上競技選手権大会世界マスターズ陸上競技選手権大会 | 2015                                     | 1位                       | 日本代表(M40-44)                 |
| 110mハードル | 国際グランプリ大阪大会国際グランプリ大阪大会                     | 2000 2006                                | 6位                       | 日本代表                         |
| 110mハードル | スーパー陸上スーパー陸上                                         | 1996 1998 1999 2005 2006                 | 6位                       | 日本代表                         |
| 110mハードル | Singapore Open (シンガポール)                                    | 2001 2004 2006                           | 1位                       | 日本代表                         |
| 110mハードル | Australia Championships (オーストラリア)                         | 2000 2002                                | 4位                       | 日本代表                         |
| 110mハードル | 神戸国際陸上神戸国際陸上                                         | 1994                                     | 6位                       | 日本代表                         |
| 110mハードル | 織田幹雄記念国際陸上織田幹雄記念国際陸上                         | 1994～2007                               | 4位                       | 日本代表                         |
| 110mハードル | 水戸国際陸上水戸国際陸上                                         | 1994～2007                               | 3位                       | 日本代表                         |
| 110mハードル | 世界ジュニア陸上競技選手権世界ジュニア陸上競技選手権             | 1994                                     | 出場出場                  | 日本代表                         |
| 110mハードル | 東アジアジュニア陸上競技選手権東アジアジュニア陸上競技選手権     | 1993                                     | 1位                       | 日本代表                         |
| 110mハードル | 日中韓横浜室内選手権日中韓横浜室内選手権                         | 2002 2006                                | 1位                       | 日本代表                         |
| 110mハードル | EDGAS Indoor Meetings (ドイツ)                                   | 2010                                     | 7位                       |                                  |
| 110mハードル | SAVO GAMES (フィンランド)                                        | 2007                                     | 3位                       |                                  |
| 110mハードル | Rahde International Meetings (ドイツ)                            | 2007                                     | 6位                       |                                  |
| 110mハードル | Erfurt Indoor Meetings (ドイツ)                                  | 1995                                     | 出場                      |                                  |
| 110mハードル | Sindelfingen Indoor Meetings (ドイツ)                            | 1995                                     | 出場                      |                                  |
| 110mハードル | アジアマスターズ陸上競技選手権大会                               | 2014                                     | 2位                       | 日本代表(M35-39)                 |
| 110mハードル | Ben Brown Invit Meetings (アメリカ)                              | 2007                                     | 2位                       |                                  |
| 110mハードル | ATC Championships (オーストラリア)                               | 2004                                     | 1位                       |                                  |
| 110mハードル | Adelaide Championships (オーストラリア)                          | 2004                                     | 1位                       |                                  |
| 110mハードル | 日本陸上競技選手権                                               | 1995～2011                               | 2位                       | 陸上短距離最多連続出場17回       |
| 110mハードル | 国民体育大会                                                     | 1993 1995 1996 2005～2007 2009           | 2位                       |                                  |
| 110mハードル | 南部忠平記念陸上                                                 | 1994 1996 1999～2002 2004 2005 2007 2008 | 3位                       |                                  |
| 110mハードル | 群馬リレーカーニバル                                             | 1995～1999                               | 2位                       |                                  |
|              |                                                                  |                                          |                           |                                  |
| 種目         | 大会名                                                           | 出場年                                   | 最高順位                  | 備考                             |
| 110mハードル | 全日本実業団選手権                                               | 1999～2010 2012                          | 2位                       |                                  |
| 110mハードル | 全日本実業団対抗学生選手権                                       | 1998 1999 2001 2004                      | 1位                       |                                  |
| 110mハードル | 日本学生陸上競技対校選手権 (日本インカレ)                        | 1994～1999                               | 3位                       |                                  |
| 110mハードル | 全日本学生選手権                                                 | 1995～1998                               | 2位                       |                                  |
| 110mハードル | 西日本学生陸上競技選手権(西日本インカレ)                         | 1995～1999                               | 1位                       | 3連覇                            |
| 110mハードル | 東海学生陸上競技選手権 (東海インカレ)                            | 1995～1999                               | 1位                       | 4連覇                            |
| 110mハードル | 全日本ジュニア選手権                                             | 1993 1994                                | 1位                       | 2連覇                            |
| 110mハードル | 全国高校総体(インターハイ)                                       | 1992 1993                                | 1位                       | 2種目優勝(110mハードル 八種競技) |
|              |                                                                  |                                          |                           |                                  |
| 種目         | 大会名                                                           | 出場年                                   | 最高順位                  | 備考                             |
| ボブスレー   | WC 第1戦 winterberg (ドイツ)                                     | 2004                                     | 2人乗り 28位 4人乗り 28位 | 日本代表                         |
| ボブスレー   | WC 第2戦 Altenberg (ドイツ)                                      | 2004                                     | 2人乗り 29位 4人乗り 26位 | 日本代表                         |
| ボブスレー   | WC 第3戦 Igls (オーストリア)                                     | 2004                                     | 2人乗り 26位 4人乗り 30位 | 日本代表                         |
| ボブスレー   | WC 第４戦 cortina (イタリア)                                     | 2004                                     | 2人乗り 29位 4人乗り 21位 | 日本代表                         |
| ボブスレー   | WC 第5戦 Torino (イタリア)                                       | 2005                                     | 2人乗り 29位 4人乗り 21位 | 日本代表                         |
| ボブスレー   | WC 第6戦 St.Moritz (スイス)                                      | 2005                                     | 2人乗り 27位 4人乗り 24位 | 日本代表                         |
| ボブスレー   | AC Lake Placid(アメリカ)                                         | 2009                                     | 2人乗り 2位 4人乗り 3位   | 日本代表                         |
| ボブスレー   | 日本選手権                                                       | 2004                                     | 2人乗り 1位 4人乗り 2位   |                                  |

## 自己記録
- 110メートルハードル　13秒71　2006年4月23日
- 60メートルハードル　　7秒83　2006年2月19日
- 走幅跳　　　　　　　　7m32　2005年7月16日